# 纪念辛亥革命110周年大会
纪念辛亥革命110周年大会，是2021年10月9日在北京人民大会堂举行的一场纪念辛亥革命的大会。

## 活动
2020年11月，政协第十三届全国委员会常务委员会第十四次会议通过决定，举行辛亥革命110周年纪念大会等纪念活动。并成立筹备办公室，由全国政协常务副主席张庆黎任主任、副主席李斌任常务副主任。
2021年10月9日上午10时，纪念辛亥革命110周年大会在北京人民大会堂举行。中共中央总书记、国家主席、中央军委主席习近平出席大会并发表讲话。全国人大常委会副委员长、中国国民党革命委员会中央委员会主席万鄂湘和中华全国归国华侨联合会主席万立骏分别和代表民主党派、工商联和各人民团体发言。